# Portsmouth International Airport at Pease

i7
i11
i13
Der Portsmouth International Airport at Pease (IATA-Code: PSM, ICAO-Code: KPSM, FAA-LID: PSM) ist ein öffentlicher Flugplatz bei Portsmouth im Rockingham County von New Hampshire, einem der Neuenglandstaaten der USA. Er steht dem allgemeinen Luftverkehr offen und ist Einreise- und Zollflughafen. Im New Hampshire State Airport System Plan ist er als Primary Airport eingeordnet, der von den meisten üblichen Flugzeugen benutzt werden kann. Der größte Teil der Flugbewegungen entfällt auf Lokalverkehr, Lufttaxiflüge und das Militär. Ein Teil des Geländes wird von der Air National Guard als Basis für Tankflugzeuge genutzt.

## Geschichte
Der ehemalige Portsmouth Municipal Airport, der Flughafen der Stadt Portsmouth, wurde nach dem Angriff auf Pearl Harbor ab Dezember 1941 erweitert und 1944 der US-Navy zur Nutzung überlassen. 1951 wurde er zum Ausbau zu einer Basis des Strategic Air Command ausgewählt. Nach dem Erwerb weiteren Landes fand 1954 die Grundsteinlegung statt. Mit einem geplanten Budget von 70 Millionen Dollar (entspricht im Jahr 2023 etwa 706 Millionen Dollar) war es das zu dieser Zeit größte Bauprojekt des Staates. 1956 traf die erste Boeing B-47 ein. Nach vollzogenem Ausbau beschäftigte die Basis 6800 Offiziere und Mannschaften sowie 450 zivile Angestellte. 1957 wurde der Flugplatz in Pease Air Force Base umbenannt. Der im Zweiten Weltkrieg gefallene Captain Harl Pease, Jr., war ein in New Hampshire gebürtiger Empfänger der Medal of Honor. Pease AFB war aufgrund der Lage sowie der Länge der Bahn einer von sieben Ausweichplätzen im Falle eines Startabbruches sowie einer von 18 Notlandeplätzen für das Space-Shuttle-Programm der NASA. Im Januar 1966 wurde die 157. Lufttransportgruppe der New Hampshire Air Guard von der Grenier AFB auf die Pease AFB verlegt, als Verteidigungsminister Robert S. McNamara die Schließung von Grenier verfügte. Nachdem Irak Kuwait besetzte, wurden auf Betreiben des Strategic Air Command Tankereinsatzgruppen der Air National Guard gebildet, eine davon auf der Pease AFB.
Die Basis wurde 1989 geschlossen, die letzten Flugzeuge des seit 1958 hier stationierten 509. Bombergeschwaders wurden 1990 abgezogen. Zu diesem Zeitpunkt umfasste das Gelände 4255 Acres. 1991 wurde der Flugplatz im Rahmen einer Vereinbarung zur gemeinsamen Nutzung mit der Air Force für die zivile Luftfahrt geöffnet. Ein Teil der Anlage blieb als Pease Air National Guard Base unter Kontrolle der Air National Guard, der größere Teil wurde der Pease Development Authority unterstellt und aufgeteilt, um zu einem zivilen Flugplatz und Geschäftszentrum entwickelt zu werden. Neben dem reinen Fluggelände wurden Industrie- und Gewerbegebiete sowie ein Naturschutzgebiet ausgewiesen. 1997 wurde das verbleibende Gelände ebenfalls der PDA unterstellt.
Im Jahr 2000 nahm die in Portsmouth ansässige Boston-Maine Airways den Betrieb auf und bot zeitweilig Flüge nach Trenton an. 2008 wurde der Gesellschaft die Betriebserlaubnis entzogen. Im Jahr 2015 wurde der Linienverkehr mit einer Verbindung nach Orlando in Florida erneut aufgenommen. Von den Gebäuden der Basis waren im Jahr 2012 nur noch wenige in verändertem Zustand erhalten. Die Air Force betreibt auf dem Gelände den Newington Defense Fuel Support Point sowie die Pease Air National Guard Base. Stationiert ist hier der 157. Luftbetankungsverband der National Guard sowie seit 2009 das 64. Luftbetankungsstaffel der Air Force, das Teil des auf der McConnell Air Force Base in Kansas stationierten 22. Luftbetankungsgeschwaders ist und dessen Personal die Flugzeuge der Air National Guard nutzt. Deren Boeing KC-135 wurden von 2019 bis 2021 durch KC-46 ersetzt.

## Lage
Der Flugplatz liegt in der Küstenregion New Hampshires in etwa 3,2 Kilometer Entfernung westlich des Zentrums von Portsmouth auf 30 Metern Höhe. Die Grenze zu Newington verläuft über das Gelände. Erschlossen wird der Platz von der New Hampshire Route NH-16 aus, die hier zusammen mit der NH-4 auf dem Spaulding Turnpike verläuft.

## Anlage
Die Gesamtanlage des Flugplatzes nimmt eine Fläche von etwa 364 Hektar ein. Die Bahn 16/34 ist asphaltiert, 3451 Meter lang, 46 Meter breit und verfügt in voller Länge über eine parallele Rollbahn mit zwei Querspangen. Sie ist für präzise und nicht-präzise Anflüge aus beiden Richtungen eingerichtet. Zur Verfügung stehen Reparatur- und Wartungskapazitäten für Zellen und Triebwerke, Kerosin und AvGas, Hangars, T-Hangars und Abstellplätze mit Verankerung sowie Zollabfertigung. Ein erweitertes Passagierterminal wurde 2019 in Betrieb genommen und die Start- und Landebahn neu asphaltiert und gefräst.

## Flugbewegungen
Zum Zeitpunkt der Erfassung (2022) bestand der Flugverkehr vorwiegend aus lokalen Bewegungen der allgemeinen Luftfahrt, gefolgt von Lufttaxi- und Militärflügen. In den zwölf Monaten bis Ende August 2022 wurden 61.844 Flugbewegungen gezählt. Allegiant Air bedient drei ganzjährige Verbindungen nach Florida, eine weitere nach Nashville sowie eine saisonale Verbindung nach Myrtle Beach in South Carolina (Stand Januar 2023).